# Bol'šaja zemlja
Bol'šaja zemlja (Большая земля) è un film del 1944 diretto da Sergej Apollinarievič Gerasimov.